# Peter Forrest
Peter Richard Haddow Forrest FAHA (nascido em 1948) é um filósofo australiano.

## Primeiros anos e educação
Forrest nasceu em 1948 em Liverpool, Inglaterra, e foi educado no Ampleforth College. Seu curso de graduação foi no Balliol College, Oxford, em matemática, e ele obteve um PhD em matemática pela Universidade Harvard. Depois de se mudar para a Austrália, ele obteve um mestrado em filosofia na University of Tasmania, e em 1984 um doutorado na University of Sydney, onde foi influenciado pelos filósofos David Stove e David Armstrong. Ele foi professor de filosofia na University of New England de 1987 a 2010.

## Carreira acadêmica
Na filosofia da religião, os livros de Forrest Deus sem o Sobrenatural e Teísmo em Desenvolvimento defendem uma visão especulativa de Deus que se assemelha ao teísmo tradicional, considerando Deus como uma entidade além do mundo, com poderes criativos, mas também entende que Deus não viola as leis naturais e se desenvolve de um estado de poder puro para um estado de amor puro.
Na filosofia do tempo, Forrest defende a teoria do bloco crescente, segundo a qual o presente e o passado são reais, mas não o futuro.
Ele foi eleito membro da Academia Australiana de Humanidades em 1990.

## Livros
- 1986, The Dynamics of Belief: A Normative Logic, Oxford: Blackwell, ISBN 0631146199;
- 1988, Quantum Metaphysics, Oxford: Blackwell, ISBN 0631163719;
- 1996, God Without the Supernatural: A Defense of Scientific Theism, Ithaca, New York: Cornell University Press ISBN 978-1-876492-08-3;
- 2007, Developmental Theism: From Pure Will to Unbounded Love, Oxford: Clarendon Press, ISBN 9780199214587;
- 2012, The Necessary Structure of the All-Pervading Aether, Frankfurt: Ontos Verlag, ISBN 9783110325928.
- 2021, Intellectual, Humanist and Religious Commitment: Acts of Assent, London: Bloomsbury, ISBN 9781350097711